# غدة عرقية

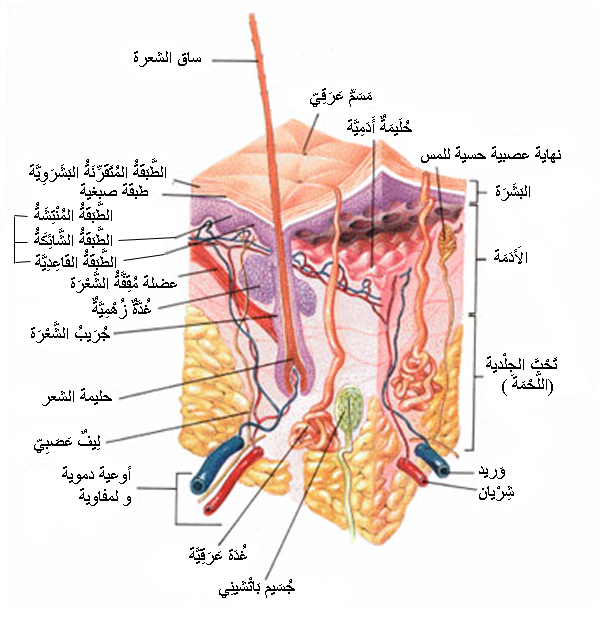
شريحة في طبقة الجلد، الغدة العرقية موجودة في المركز.

إن الغدد العرقية Sweat glands، المعروف أيضا باسم الغدد المتعرقة sudoriferous أو الغدة العرقية sudoriparous glands ،من اللغة اللاتينية sudor، بمعنى عرق: sweat، هي عبارة عن هياكل أنبوبية صغيرة من الجلد تنتج العرق. الغدد العرقية هي نوع من الغدد خارجية الإفراز، وهي غدد تنتج وتفرز المواد على سطح ظهاري عن طريق قناة. هناك نوعان رئيسيان من الغدد العرقية التي تختلف في بنيتها ووظيفتها ومنتجها الإفرازي وآلية إفرازها وتوزيعها التشريحي وتوزيعها عبر الأنواع:
- الغدد العرقية المُفرِزة Eccrine sweat glands وهي تتوزع في جميع أنحاء جسم الإنسان تقريبًا، وبكثافات متفاوتة، وتكون أعلى كثافة في راحة اليد وباطن القدم، ثم في الرأس، ولكن بدرجة أقل على الجذع والأطراف. يمثل إفرازه المائي الشكل الأساسي للتبريد لدى البشر. [7]
- الغدد العرقية المُفْتَزِرة Apocrine sweat glands وهي تقتصر في الغالب على الإبطين والمنطقة المحيطة بالشرج عند البشر.[7] وهي ليست مهمة للتبريد لدى البشر، ولكنها الغدد العرقية الفعالة الوحيدة في الحيوانات ذات الحوافر، مثل الجمال والحمير والخيول والماشية.[8][9]
- الغدد الصمغية Ceruminous glands (التي تنتج شمع الأذن)، والغدد الثديية (التي تنتج الحليب)، والغدد الهدبية في الجفون هي غدد عرقية مفرزة معدلة للقيام بوظائف مخصصة.

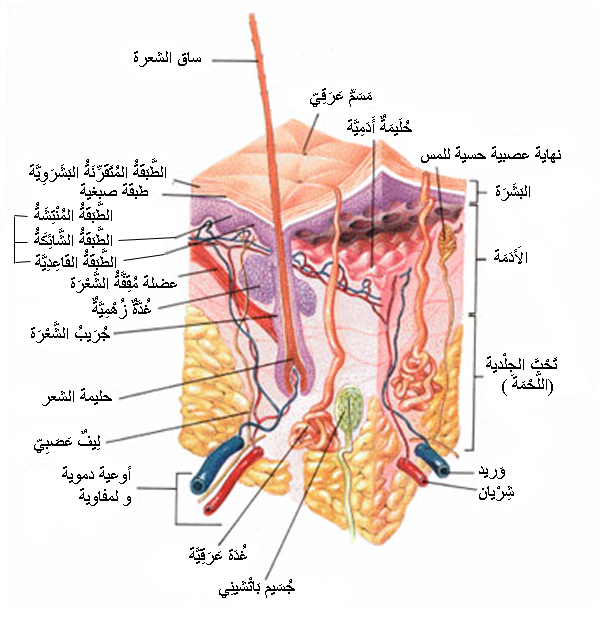
شريحة في طبقة الجلد، الغدة العرقية موجودة في المركز.

| غدة عرقية                         | غدة عرقية                       | غدة عرقية                          |
| --------------------------------- | ------------------------------- | ---------------------------------- |
|                                   |                                 |                                    |
| النظام الإحيائي                   | الجلد                           |                                    |
| الغدد العرقية Glandula sudorifera | الغدد العرقية المُفرِزة Eccrine   | الأعصاب الودية الكولينيرجي الإفراز |
| الغدد العرقية Glandula sudorifera | الغدد العرقية المُفْتَزِرة Apocrine | الأعصاب الأدرينالينية              |
| المنشأ الجنيني                    | الوريقة الخارجية Ectoderm       |                                    |

إن الغدد العرقية Sweat glands، المعروف أيضا باسم الغدد المتعرقة sudoriferous أو الغدة العرقية sudoriparous glands ،من اللغة اللاتينية sudor، بمعنى عرق: sweat، هي عبارة عن هياكل أنبوبية صغيرة من الجلد تنتج العرق. الغدد العرقية هي نوع من الغدد خارجية الإفراز، وهي غدد تنتج وتفرز المواد على سطح ظهاري عن طريق قناة. هناك نوعان رئيسيان من الغدد العرقية التي تختلف في بنيتها ووظيفتها ومنتجها الإفرازي وآلية إفرازها وتوزيعها التشريحي وتوزيعها عبر الأنواع:
- الغدد العرقية المُفرِزة Eccrine sweat glands وهي تتوزع في جميع أنحاء جسم الإنسان تقريبًا، وبكثافات متفاوتة، وتكون أعلى كثافة في راحة اليد وباطن القدم، ثم في الرأس، ولكن بدرجة أقل على الجذع والأطراف. يمثل إفرازه المائي الشكل الأساسي للتبريد لدى البشر. [7]
- الغدد العرقية المُفْتَزِرة Apocrine sweat glands وهي تقتصر في الغالب على الإبطين والمنطقة المحيطة بالشرج عند البشر.[7] وهي ليست مهمة للتبريد لدى البشر، ولكنها الغدد العرقية الفعالة الوحيدة في الحيوانات ذات الحوافر، مثل الجمال والحمير والخيول والماشية.[8][9]
- الغدد الصمغية Ceruminous glands (التي تنتج شمع الأذن)، والغدد الثديية (التي تنتج الحليب)، والغدد الهدبية في الجفون هي غدد عرقية مفرزة معدلة للقيام بوظائف مخصصة.

## البنية

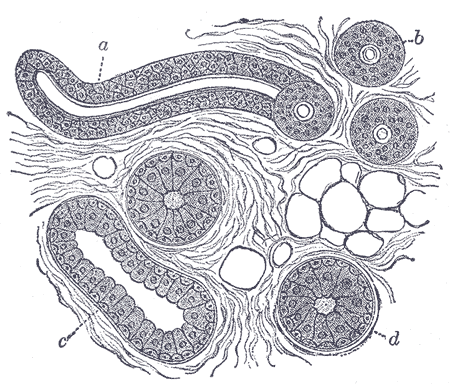
مقاطع في جسم الغدة العرقية في اتجاهات مختلفة

بشكل عام، تتكون الغدد العرقية من وحدة إفرازية تتكون من قاعدة ملفوفة تشكل الكبيبة المُفرِزة، وقناة تحمل العرق بعيدًا. يتم وضع الكبب الإفرازية أو القاعدة في عمق الأدمة السفلية وتحت الجلد، وتحيط بالغدة بأكملها الأنسجة الدهنية. في كلا نوعي الغدد العرقية، تكون الكبب الإفرازية محاطة بخلايا ظهارية متقلصة تعمل على تسهيل إفراز المنتج الإفرازي. يتم التحكم في الأنشطة الإفرازية لخلايا الغدة وانقباضات الخلايا الظهارية العضلية بواسطة كل من الجهاز العصبي اللاإرادي والهرمونات المنتشرة. يُعرف الجزء القاصي أو القمي من القناة الذي يفتح على سطح الجلد باسم المسام العرقية acrosyringium.
تتلقى كل غدة عرقية عدة ألياف عصبية تتفرع إلى مجموعات من واحد أو أكثر من المحاور وتحيط بالأنابيب الفردية للكبة الإفرازية. تتشابك الشعيرات الدموية أيضًا بين أنابيب العرق.
| الاختلافات بين الغدد العرقية المُفرِزة والمفترزة | الاختلافات بين الغدد العرقية المُفرِزة والمفترزة               | الاختلافات بين الغدد العرقية المُفرِزة والمفترزة |
|                                                | الغدد العرقية المُفرِزة Eccrine                                | الغدد العرقية المُفْتَزِرة Apocrine                |
| ---------------------------------------------- | ------------------------------------------------------------ | ---------------------------------------------- |
| القطر الكلي للكبة الإفرازية                    | 500-700 ميكرومتر                                             | 800 ميكرومتر                                   |
| قطر النبيب الإفرازي الفردي                     | 30-40 ميكرومتر                                               | 80-100 ميكرومتر                                |
| تكوين الوحدة الإفرازية                         | طبقة واحدة مؤلفة من خليط من الخلايا الرائقة والخلايا القاتمة | خلايا عمودية ذات طبقة واحدة                    |
| تكوين ظهارة الأقنية                            | طبقتان أو أكثر من الخلايا المكعبة                            | طبقة مزدوجة من الخلايا المكعبة                 |
| الأقنية تفتح على                               | سطح الجلد                                                    | بصيلات الشعر، وأحيانًا تكون قريبة من سطح الجلد  |

## التوزع
يختلف عدد الغدد العرقية النشطة اختلافًا كبيرًا بين الأشخاص المختلفين، على الرغم من أن المقارنات بين المناطق المختلفة (مثل الإبطين مقابل الفخذ) تُظهر نفس التغييرات الاتجاهية (تحتوي مناطق معينة دائمًا على غدد عرقية أكثر نشاطًا بينما تحتوي مناطق أخرى دائمًا على عدد أقل).  وفقًا لتقديرات هنري جراي، تحتوي راحة اليد على حوالي 370 غدة عرقية لكل سم 2 . ظهر اليد 200 لكل سم 2 ؛ الجبهة 175 سم 2 ؛ الثدي والبطن والساعد 155 لكل سم 2 ؛ والظهر والساقين 60-80 لكل سم 2 .
في وسادات الأصابع، تتباعد مسام الغدد العرقية بشكل غير منتظم على حواف البشرة. لا توجد مسام بين الحواف، على الرغم من أن العرق يميل إلى الانسكاب فيها.  تسبب البشرة السميكة في راحتي اليدين والقدمين أن تصبح الغدد العرقية ملتفة حلزونيًا.

### الحيوانات
الثدييات غير الرئيسية لها غدد عرقية مفرزة على الراحتين والأخمصين فقط. تغطي الغدد المُفْتَزِرة بقية الجسم، على الرغم من أنها ليست فعالة مثل البشر في تنظيم درجة الحرارة (باستثناء الخيول).  تمتلك السعالي البدائية نسبة 1:20 من الجريبات ذات الغدد المُفْتَزِرة مقابل بصيلات بدونها.  لديهم غدد عرقة مفرزة بين الشعر في معظم أنحاء الجسم (بينما توجد هذه الغدد بين شعر فروة الرأس لدى البشر)
يختلف التوزيع العام للغدد العرقية بين الرئيسيات: فالقرود الريسوسية وقرود الباتا تتواجد على الصدر؛ قرد السنجاب لديه فقط على راحتي اليدين والقدمين؛ وقرد المكاك، والقرد الياباني، والبابون تتوضع لديهم على كامل الجسم. 
الحيوانات الأليفة[أي منها؟] تحتوي على غدد مُفترزة في قاعدة كل بصيلة شعر، ولكن الغدد المُفرِزة موجودة فقط في وسادات القدم والأنف. تنتج غددهم المُفْتَزِرة، مثل تلك الموجودة في البشر، إفرازًا دهنيًا عديم الرائحة متطور ليس ليتبخر ويبرد، بل لتغطية الشعر والالتصاق به حتى تنمو البكتيريا المسببة للرائحة عليه. إن الغدد العرقية المُفرِزة الموجودة على وسادات القدم لدى الحيوانات الأليفة، وهي شبيهة بتلك الموجودة على راحة اليد وأخمص القدمين لدى البشر، لم تتطور لتقوم بالتبريد لكن بدلا من ذلك لتزيد من الاحتكاك وتعزز القبضة.
تمتلك الكلاب والقطط غددًا مُفترزة متخصصة في التركيب والوظيفة الموجودة في الجفون (غدد مول) والأذنين (الغدد الصمغية) والكيس الشرجي وقلفة الفرج والمنطقة العجانية.

## أنواع الغدد العرقية

### الغدد العرقية المُفرِزة (أكرين)
الغدد العرقية المُفرِزة تنتشر في كل مكان باستثناء الشفتين وقناة الأذن، القلفة، الحشفة القضيب، الشفرين الصغيرين والبظر. وهي أصغر بعشر مرات من الغدد العرقية المفترزة، ولا تمتد بعمق في الأدمة، وتفرز مباشرة على سطح الجلد.     تتناقص نسبة الغدد المُفرِزة مع تقدم العمر. 
يُطلق على الإفراز الواضح الذي تنتجه الغدد العرقية المُفرِزة العرق أو التعرق المعقول . العرق هو في الغالب ماء، لكنه يحتوي على بعض الشوارد، لأنه مشتق من بلازما الدم. إن وجود كلوريد الصوديوم يعطي العرق طعمًا مالحًا.
يعتمد الحجم الكلي للعرق الناتج على عدد الغدد الوظيفية وحجم فتحة السطح. يتم تنظيم درجة النشاط الإفرازي من خلال الآليات العصبية والهرمونية (يتعرق الرجال أكثر من النساء). عندما تعمل جميع الغدد العرقية المُفرِزة بأقصى طاقتها، قد يتجاوز معدل التعرق للإنسان ثلاثة لترات في الساعة،  ويمكن أن تحدث خسائر خطيرة في السوائل والشوارد.
للغدد العرقية المُفرِزة ثلاث وظائف أساسية:
- التنظيم الحراري: العرق (من خلال التبخر وفقدان الحرارة بالتبخير) يمكن أن يؤدي إلى تبريد سطح الجلد وتقليل درجة حرارة الجسم. [21]
- طرح السوائل: يمكن أن يوفر إفراز الغدة العرقية المُفرِزة أيضًا طريقًا مهمًا لإخراج الماء والشوارد. [27]
- الحماية: يساعد إفراز الغدة العرقية المُفرِزة في الحفاظ على الغلاف الحمضي للبشرة، مما يساعد على حماية الجلد من الاستعمار الجرثومي والكائنات المسببة للأمراض الأخرى.[28]

### الغدد العرقية المُفْتَزِرة (Apocrine)
تم العثور على الغدد العرقية المُفْتَزِرة في الإبط، والهالة (حول الحلمات)، والعجان (بين فتحة الشرج والأعضاء التناسلية)، وفي الأذن، وفي الجفون. الجزء الإفرازي في الغدد العرقية المُفْتَزِرة أكبر مما هو موجود لدى الغدد العرقية المُفرِزة (مما يجعلها أكبر بشكل عام). بدلاً من تنفتح الغدد العرقية المُفْتَزِرة بشكل مباشرة على سطح الجلد فإنها تفرز العرق إلى داخل القناة الشعرية لجريبات الشعر. 
قبل سن البلوغ، تكون الغدد العرقية المُفْتَزِرة غير نشطة؛ تؤدي التغيرات الهرمونية في سن البلوغ إلى زيادة حجم الغدد وبدء عملها. المادة التي يتم إفرازها من قبل الغدد العرقية المُفْتَزِرة أكثر سمكًا من عرق الغدد المُفرِزة وتوفر العناصر الغذائية للبكتيريا الموجودة على الجلد: تحلل البكتيريا للعرق هو ما يخلق الرائحة الكريهة. تكون الغدد العرقية المُفْتَزِرة أكثر نشاطًا في أوقات الإجهاد والإثارة الجنسية.
في الثدييات (بما في ذلك البشر)، إن عرق الغدد المُفْتَزِرة يحتوي مواد تشبه الفرمون pheromone لجذب الكائنات الحية الأخرى داخل الأنواع الخاصة بهم. كشفت دراسة العرق البشري عن اختلافات بين الرجال والنساء في إفرازات الغدد الصماء والبكتيريا.

### الغدد العرقية المُفرِزة المُفْتَزِرة (أبوككرين Apoeccrine)
لا يمكن تصنيف بعض الغدد العرقية البشرية على أنها إما مُفْتَزِرَة أو مفرزة، حيث أن لها خصائص كلاهما؛ تسمى هذه الغدد بالغدد العرقية المُفرِزة المُفْتَزِرة (أبوككرين Apoeccrine).  وهي أكبر من الغدد المُفرِزة ولكنها أصغر من الغدد المُفْتَزِرَة. يحتوي الجزء الإفرازي على جزء ضيق مشابه للكبب الإفرازية في الغدد العرقية المُفرِزة بالإضافة إلى قسم عريض يذكرنا بالغدد المفترزة.
إن الغدد العرقية المفترزة، الموجود في حفرة الإبط والمنطقة حول الشرج، تمتلك قنوات تفتح على سطح الجلد. يُفترض أنها نشأت في سن البلوغ من الغدد المُفرِزة،  ويمكن أن تشكل ما يصل إلى 50٪ من جميع الغدد الإبطية. تفرز الغدد العرقية المُفرِزة المُفْتَزِرة (أبوككرين Apoeccrine)عرقًا أكثر من الغدد المُفرِزة والغدد المفترزة، وبالتالي تلعب دورًا كبيرًا في التعرق الإبطي.  إن الغدد العرقية المُفرِزة المُفْتَزِرة (أبوككرين Apoeccrine) حساسة للنشاط الكوليني، على الرغم من أنه يمكن أيضًا تنشيطها عن طريق التحفيز الأدرينالي.  وهي مثل الغدد المُفرِزة، تفرز باستمرار عرقًا مائيًا رقيقًا. 

### الغدد العرقية الأخرى
الغدد العرقية المتخصصة، بما في ذلك الغدد الصمغية والغدد الثديية والغدد الهدبية للجفون والغدد العرقية في الدهليز الأنفي، هي غدد مفرزة معدلة لتقوم بوظيفة مخصصة لها.  تقع الغدد الخزفية بالقرب من قنوات الأذن، وتنتج الصملاخ (شمع الأذن) الذي يختلط بالزيت المفرز من الغدد الدهنية.   تستخدم الغدد الثديية إفراز الغدد المُفْتَزِرة لإنتاج الحليب.

## العرق
تُستخدم الغدد العرقية لتنظيم درجة الحرارة وإزالة النفايات عن طريق إفراز الماء وأملاح الصوديوم والنفايات النيتروجينية (مثل اليوريا) على سطح الجلد.   إن الشوارد الرئيسية للعرق هي الصوديوم والكلوريد،  حيث أن الكمية صغيرة بما يكفي لجعل العرق منخفض التوتر على سطح الجلد.  عرق الغدد العرقية المُفرِزة صافٍ وعديم الرائحة ويتكون من 98-99٪ ماء. يحتوي أيضًا على كلوريد الصوديوم والأحماض الدهنية وحمض اللبن وحمض الليمون وحمض الأسكوربيك واليوريا وحمض البول. يتراوح رقم الأس الهيدروجيني لها من 4 إلى 6.8. من ناحية أخرى، فإن رقم الأس الهيدروجيني للعرق المُفترَز يتراوح من 6 إلى 7.5. يحتوي على الماء والبروتينات ومخلفات الكربوهيدرات والدهون والمنشطات. العرق زيتي، عكر، لزج، وعديم الرائحة في الأصل؛ تكتسب الرائحة الكريهة عند تحللها بواسطة البكتيريا. نظرًا لأن كلا من الغدد العرقية المُفْتَزِرة والغدد الدهنية تنفتح على بصيلات الشعر، فإن العرق المُفترَز يختلط بالزهم sebum. 

### الآلية

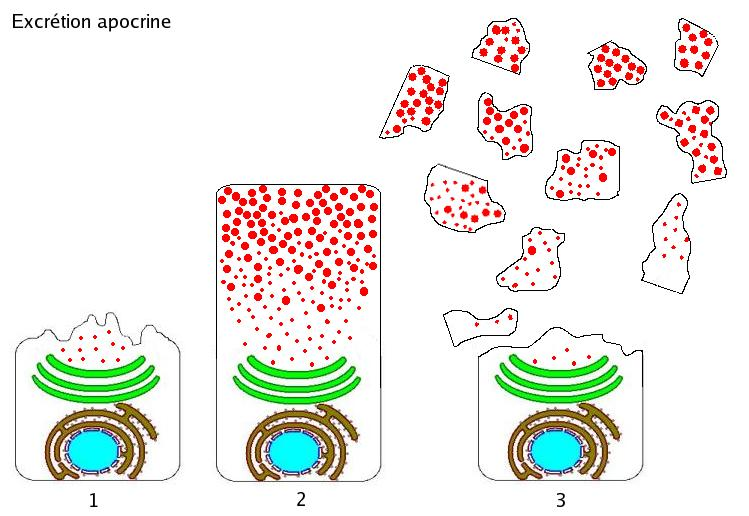
في إفراز الغدد العرقية المُفْتَزِرة (في الصورة) ، فإن أجزاء من الخلية تتشظى وتتفكك الخلية المُفْتَزِرة بالكامل لاحقًا.

كل من الغدد العرقية المُفْتَزِرة والغدد العرقية والمُفرِزة يستخدمان طريقة الإفراز بواسطة الأجسام الفارزة merocrine secretion، حيث أن الحويصلات vesicles في الغدة العرقية تطرح العرق عن طريق الطرح الخلوي الخارجي، وهذا الأمر يترك الخلية بأكملها سليمة.  كان يعتقد في الأصل أن الغدد العرقية المُفْتَزِرة تستخدم الإفراز بالطريقة المُفْتَزِرة apocrine secretion بسبب الآثار الصنعية النسيجية التي تشبه «الفقاعات» على سطح الخلية، ومع ذلك، تشير الصور المجهرية الإلكترونية الحديثة إلى أن الخلايا تستخدم إفراز الميروكين الإفراز بواسطة الأجسام الفارزة merocrine secretion. في كل من الغدد العرقية المُفرِزة واالمفترزة، يتم إنتاج العرق في الأصل في الكبب الإفرازية للغدد العرقية، حيث يكون العرق متساوي التوتر isotonic مع بلازما الدم هناك.  عندما يكون معدل التعرق منخفضًا، يتم حفظ الملح وإعادة امتصاصه بواسطة قناة الغدة. من ناحية أخرى، تؤدي معدلات العرق المرتفعة إلى إعادة امتصاص أقل للملح والسماح لمزيد من الماء بالتبخر على الجلد (عن طريق التناضح osmosis) لزيادة التبريد التبخيري. 
يحدث إفراز العرق عندما تنقبض الخلايا العضلية الظهارية myoepithelial cell المحيطة بالغدد الإفرازية. يزيد عرق الغدد المُفرِزة من معدل نمو الجراثيم ويؤدي إلى تطاير volatilizes المركبات ذات الرائحة لعرق الغدد المفترزة، مما يقوي الرائحة الكريهة لهذا الأخير.
عادة، ينتج العرق بنشاط عدد معين فقط من الغدد العرقية. عندما تتطلب المنبهات مزيدًا من التعرق، يتم تنشيط المزيد من الغدد العرقية، ثم ينتج كل منها مزيدًا من العرق. 

### المحرضات

#### حراري
تشارك كل من الغدد العرقية المُفرِزة والمُفْتَزِرة في التعرق المنظم للحرارة،  والذي يتحكم فيه الوطاء مباشرة. يتم تحفيز التعرق الحراري من خلال الجمع بين درجة حرارة الجسم الداخلية ودرجة حرارة الجلد.  في الغدد العرقية المُفرِزة، يحدث التحفيز عن طريق التنشيط بواسطة الأسيتيل كولين، والذي يرتبط بمستقبلات الغدد العرق المسكارينية. 

#### عاطفي
يتم تحفيز التعرق العاطفي عن طريق التوتر والقلق والخوف والألم. إنه مستقل عن درجة الحرارة المحيطة. يعمل الأسيتيل كولين على الغدد المُفرِزة ويعمل الأدرينالين على كل من الغدد المُفرِزة والمُفْتَزِرة لإنتاج العرق.  يمكن أن يحدث التعرق العاطفي في أي مكان، على الرغم من أنه أكثر وضوحًا في الراحتين، وباطن القدمين، ومناطق الإبط.  يُعتقد أن التعرق على الراحتين والأخمصين قد تطور كرد فعل أثناء الهروب لدى الثدييات: فهو يزيد الاحتكاك ويمنع الانزلاق عند الجري أو التسلق في المواقف العصيبة. 

#### ذوق
التعرق الذوقي يشير إلى التعرق الحراري الناجم عن تناول الطعام. تؤدي زيادة التمثيل الغذائي إلى ارتفاع درجة حرارة الجسم، مما يؤدي إلى التعرق الحراري. تؤدي الأطعمة الحارة والتوابل أيضًا إلى تعرق خفيف في الوجه وفروة الرأس والرقبة: الكابسيسين capsaicin (المركب الذي يجعل طعم الطعام الحار «ساخنًا»)، يرتبط بمستقبلات في الفم تكشف عن الدفء. يؤدي التحفيز المتزايد لمثل هذه المستقبلات إلى استجابة تنظيم الحرارة. 

### مضاد التعرق
على عكس مزيل العرق deodorant، الذي يقلل ببساطة من الرائحة الإبطية دون التأثير على وظائف الجسم، فإن مضاد التعرق antiperspirant يقلل من تعرق الغدد المُفرِزة وتعرق الغدد المفترزة.  إن مضادات التعرق، التي تصنف على أنها أدوية، تسبب ترسب البروتينات ضمن القنوات العرقية للغدد العرقية المُفرِزة (وأحيانًا مفترزة) وتسبب انسدادا ميكانيكيًا فيها.  الأملاح المعدنية الموجودة في مضادات التعرق تغير ألياف الكيراتين في القنوات. ثم تغلق القنوات وتشكل «سدادة مقرن horny plug». المكونات النشطة الرئيسية في مضادات التعرق الحديثة هي كلوريد الألومنيوم وكلوروهيدرات الألومنيوم وكلوروهيدرات الألومنيوم الزركونيوم وكبريتات الألومنيوم المخزنة مؤقتًا.
بالنسبة للغدد العرقية المفترزة، فإن مضادات التعرق تحتوي أيضًا على عوامل مضادة للجراثيم مثل ثلاثي كلورو كاربانيليد وهيكساميثيلين تيترامين وريسينولات الزنك. تذوب الأملاح في الإيثانول وتخلط مع الزيوت الأساسية الغنية بالأوجينول eugenol والثيمول thymol (مثل زيوت الزعتر thyme والقرنفل clove). قد تحتوي مضادات التعرق أيضًا على الليفوميثامفيتامين levomethamphetamine. 

## علم الأمراض
تشمل أمراض الغدد العرقية:
مرض فوكس فورديس Fox-Fordyce
تلتهب الغدد العرقية المفترزة، مما يؤدي إلى ظهور طفح جلدي دائم ومثير للحكة، عادة في الإبطين ومناطق العانة.
متلازمة فراي Frey
في حالة تلف العصب الأذني الصدغي (غالبًا نتيجة استئصال الغدة النكافية)، يمكن إنتاج العرق الزائد في الجزء الخلفي من منطقة الخد (أسفل الأذن مباشرةً) استجابةً للمنبهات التي تسبب إفراز اللعاب.
ضربة الشمس
عندما تتعب الغدد العرقية المُفرِزة وتصبح غير قادرة على إفراز العرق. إن ضربة الشمس يمكن أن يؤدي إلى فرط السخونة القاتلة (الارتفاع الشديد في درجة حرارة الجسم).
فرط التعرق
(المعروف أيضًا باسم التعرق المتعدد أو الإسهال العرقي) هو تعرق مرضي مفرط يمكن أن يكون معممًا أو موضعيًا (فرط التعرق البؤري)؛ يحدث فرط التعرق البؤري في أغلب الأحيان على الراحتين والأخمصين والوجه وفروة الرأس والإبط. عادة ما يحدث فرط التعرق بسبب الإجهاد العاطفي أو الحراري،  ولكن يمكن أن يحدث أيضًا أو مع القليل من التحفيز أو بدونه. يقال إن فرط التعرق الموضعي (أو غير المتماثل) ناتج عن مشاكل في الجهاز العصبي الودي: إما الآفات  أو التهاب الأعصاب. يمكن أن يحدث فرط التعرق أيضًا بسبب قدم الخندق trench foot أو التهاب الدماغ encephalitis.
الجاروسية Milaria rubra
وتسمى أيضًا بالحرارة الشائكة . الجاروسية (ميلاريا روبرا Milaria rubra) هو تمزق الغدد العرقية وهجرة العرق إلى الأنسجة الأخرى. في البيئات الحارة، يمكن أن تتمدد طبقة الجلد المتقرنة horny layer بسبب احتباس العرق، مما يسد قنوات الغدد العرقية المُفرِزة . تستمر الغدد، التي لا تزال تحفزها درجات الحرارة المرتفعة، في الإفراز. يتراكم العرق في القناة، مما يسبب ضغطًا كافيًا لتمزيق القناة حيث تلتقي مع البشرة. يهرب العرق أيضًا من القناة إلى الأنسجة المجاورة (وهي عملية تسمى الميلاريا Milaria ).  ثم يتبع الميلاريا حدوث نقص التعرق (نقص التعرق اللاحق). 
الصنان
إن الصنان غالبًا ما يسمى بتعرق بروم Osmidrosis، خاصةً عند تشاركه مع فرط التعرق. إن الصنان ذو رائحة مفرطة أكثر من الغدد العرقية المُفْتَزِرة (التي تكون مفرطة النشاط في الإبط).  يُعتقد أن الصنان ناتج عن تغيرات في بنية الغدة المُفْتَزِرة بدلاً من التغيرات في لاجراثيم التي تعمل على العرق. 

### الأورام
تشمل أورام الغدد العرقية: 
- أكروسبيروما

ورم جلدي ينشأ من الغدة العرقية المفرزة يتراوح حجمه عادة كمتوسط بين 1 إلى 2 سم، الّا أنه قد يصل أحياناً إلى 10 سم. يلاحظ الورم عادة ككتلة جلدية مشاهدة أو محسوسة، تكون امّا بلون الجلد الطبيعي أو اللون الأحمر إلى الأزرق، السطح عادة يكون ملساً لكنه قد يكون سميكاً أو حليمياً. الأكروسبيروما هي بالغالب أورام حميدية لكن من الممكن أن تتحول إلى أورام خبيثة أو تنشأ من الأساس كورم خبيث، ولا يمكن اعتبار كبر الحجم علامة على خبث الورم اذ أنه من الممكن أن يكون الورم خبيثاً بأي حجم، الا أن الأورام الخبيثة تميل إلى أن تكون صلبة.
أورام الأكروسبيروما الخبيثة تكون عادة منتشرة لأماكن بعيدة في الجسم وقت التشخيص، وتكون متوغلة بالأنسجة اللمفاوية أو العصبية المحيطة.
قد تحدث الأكروسبيروما في أي منطقة من مناطق الجسم، لكن أكثر المناطق شيوعًا هي الجذع (40٪)، يليها الرأس (30٪)، ثم الأطراف (30٪).
الأكروسبيروما أكثر شيوعاً عند النساء، وعادة تكون في منتصف العمر. سدس الحالات تقريباً يصاحبها افراز خارجي، كما أنه يصاحب الكتلة آلام لدى سدس الحالات أيضاً.
هنالك بعض التقارير الطبية أظهرت وجود علاقة بين الكدمات والورم. يعد العلاج الجراحي هو العلاج المثالي، وفي حال كان الاستئصال غير كامل تكون احتمالية عودة الكتلة عالية.
- الورم الاصبعي الحليمي العدواني (بالإنجليزية: Aggressive digital papillary adenocarcinoma)

ورم خبيث نادر يصيب أطراف أصابع اليد، يتأخر عادة تشخيصه وتعريفه وذلك لبطئ نموه، ولعدم وجود آلام مصاحبة له. تم وصفه لأول مرة في عام 1984. عند تشخيص الورم ينبغي ازالته جراحياً بشكل واسع مصحوب بترميم تجميلي للاصبع، وذلك لأنه لديه نزعة عالية للعودة والانتشار لأماكن بعيدة في الجسم كالرئة. تتم ملاحظة الورم عادة من قبل المريض ككتلة مزمنة غير مؤلمة على طرف الاصبع، وعادة ما يصيب الذكور بين الفئة العمرية من 50 إلى 70 سنة. نسيجياً امّا أن يكون الورم صلب أو كيسي من الخلايا الظهارية الحليمية. عند ازالة الورم يحتاج المريض لمتابعة سريرية قد تصل إلى 10 سنوات.
- سرطان الغدة المفترزة

ورم خبيث نادر جداً منشأه الغدة المفترزة حيث إلى الآن تم تسجيل ما يقارب 50 حالة. ينمو بشكل بطيء حيث قد يوهم المريض أو الطبيب بأنه حميد الّا أنّه عدواني وقد ينتشر إلى أماكن أخرى في الجسم. متوسط عمر التشخيص 67 سنة، يكون عادة في منطقة الإبط أو المنطقة الشرجية التناسلية، ولكن يمكن العثور عليه في الجبهة والمعصم وقنوات الأذن والجفون والجذع وأصابع القدمين. تنبغي ازالته جراحياً مصحوب بازالة الغدد اللمفاوية المصابة ان وجدت. لم يتم الاتفاق على العلاج الكيميائي أو الشعاعي الأمثل وذلك لندرة الحالات.
- سيرومينوما

ورم حميد نادر ينشأ من الغدة الصمغية، عادة في الجزء الغضروفي من قناة السمع الخارجية. يظهر عادة عند البالغين وتكون الكتلة ذات سطح أملس أو متقرح تصاحبها افرازات، حجمها يتراوح بين 0.4 إلى 2 سم، ويمكن تشخيصحها نسيجياً بأخذ خزعة بالإبرة. يشكوا المريض عادة من نقصان في حدة السمع نتيجة لاغلاق القناة، أو افرازات، أو آلام، لكن زيادة حدة الآلام أو شلل العصب السابع من علامات خبث الورم. يكون العلاج بالاستئصال الجراحي مع احتمالية عودة الكتلة إذا تم استئصالها بشكل جزئي.
- ورم الظهارة العضلية الجلدية
- الورم الأسطواني

الورم الأسطواني الجلدي هو ورم حميد من الغدد العرقية المفرزة يظهر في منطقة الرأس والرقبة في معظم الحالات، وقد تكون كتلة فردية أو كتل متعددة. في بعض الحالات الشديدة قد تشمل الكتل فروة الرأس حيث تظهر كالعمامة فوق الرأس. ظهور المرض بشكل كتلة منفردة يكون عادة غير موروث، لكن العديد من الدراسات بينت وجود علاقة وراثية سائدة لدى المرضى الذين يعانون من كتل عديدة وقد يكون لديهم في نفس الوقت أورام جلدية أخرى. العلاج الجراحي هو العلاج المثالي لهم.
- سرطانة الغدد المُفرِزة

ورم خبيث نادر جداً حيث أن عدد الحالات التي تم وصفها قليل، غالباً ما تتواجد في الأطراف السفلية ما بين العقد السادس والسابع. قد تظهر ككتلة متقرحة ناشئة من الجلد سريعة النمو وقد يصحبها نزيف موضعي. يجب التفريق نسيجياً بينها وبين السراطانات الأخرى لتلقي العلاج المناسب.
- الورم الغدي العرقي الحليمي الشكل (بالإنجليزية: Papillary hidradenoma)

يمثل الورم الحميد الأكثر شيوعاً على جلد فرج المرأة وخاصة على الشفران الكبيران. لم تتم ملاحظة هذا النوع من الأورام عند الرجال أو في منطقة الإبط. يتراوح حجم الكتلة بين 0.3 إلى 4 سم، عادة يكون بعد البلوغ، ومتوسط عمر الإصابة بالكتلة 51 سنة. قد يكون عديد وقد يكون متقرح أو نازف.
- الكيسَةٌ الاحْتِباسِيَّةٌ العَرَقِيَّة

كتلة حميدية كيسية نادرة يكون منشأها الغدد العرقية المفرزة أو المفتزرة، تكون في الغالب بمنطقة الرأس والرقبة. الكتلة التي منشأها من الغدد المفرزة تكون عادة صغيرة الحجم من 1 إلى 6 مم منفردة أو متعددة، رقيقة الجدار أقرب إلى الشفافة، توجد عادة لدى الإناث البالغات في المنطقة المحيطة بالعين. أما الكتلة التي منشأها الغدد المفترزة تكون عادة منفردة وحجمها من 3 إلى 15 مم، وتكون في الغالب بمنطقة الرأس والرقبة وحافة الجفن.
- سرطانة ملحقات الجلد الغدية الكيسية الدقيقة

سرطان نادر بطيء النمو ذو انتشار محلي، وعادة يكون في منطقة الرأس والرقبة وخاصة في منطقة منتصف الوجه، الا أنه من الممكن أن يكون في منطقة الإبط، والجذع، والأطراف. هنالك ما يقارب 200 حالة موثقة عالمياً. يكون عمر المريض وقت الإصابة عادة ما بين 55 إلى 60 سنة.
الأشعة فوق البنفسجية، والعلاج الاشعاعي، والأدوية المثبطة للمناعة قد تعد من العوامل المسببة لهذا السرطان.
قد يحتاج المريض لاجراء صورة طبقية أو تصوير بالرنين المغناطيسي للمنطقة المصابة لمعرفة درجة الانتشار، ويعتبر العلاج الجراحي هو الأمثل لهذا النوع من الأورام.
- السرطانة مخاطية

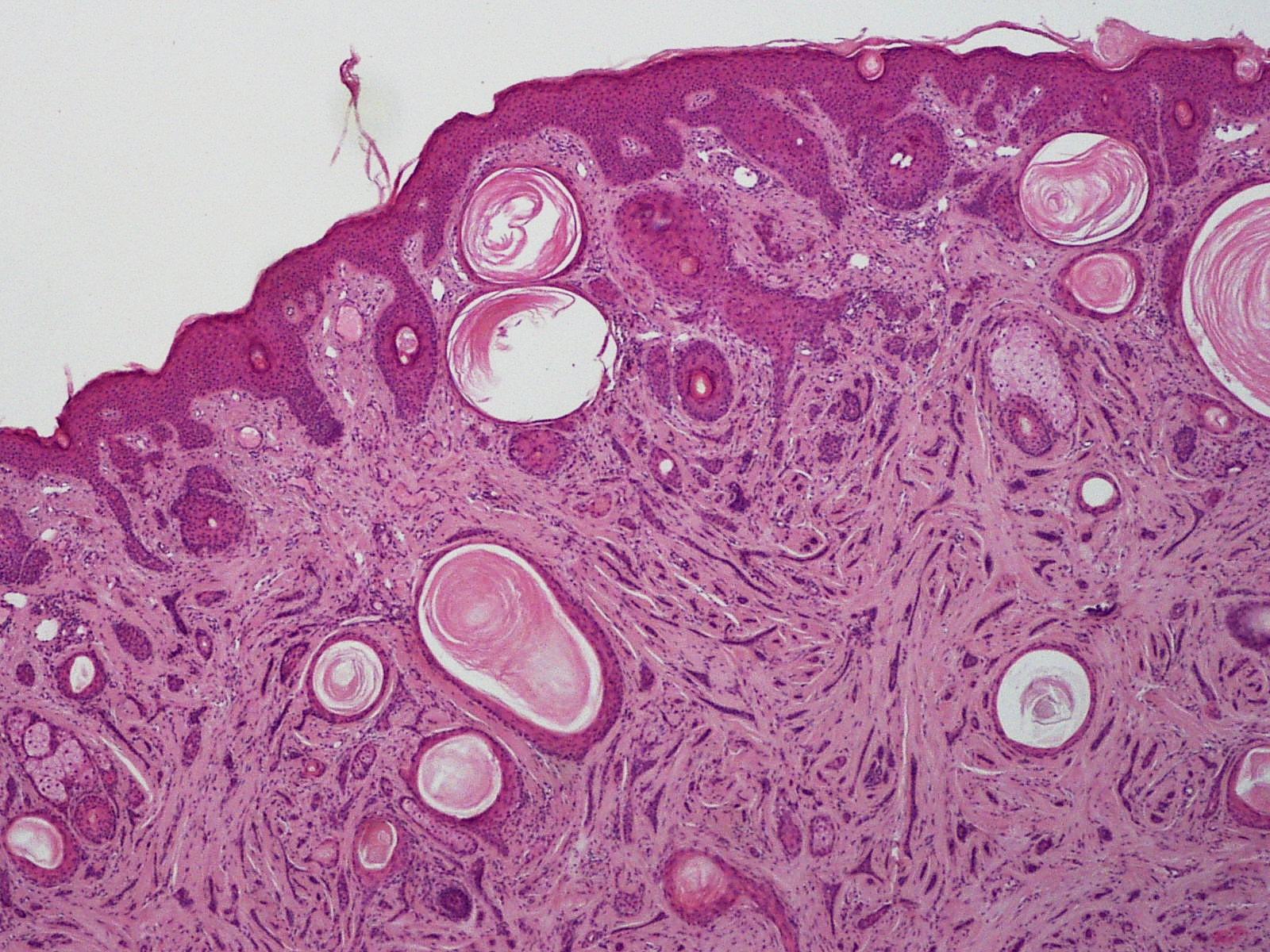
مظهر مجهري لسرطان ملحقات الجلد الغدية الكيسية الدقيقة

نادر جداً حيث تم وصف أقل من 150 حالة وتم وصفه لأول مرة عام 1952، تصيب السرطانة المخاطية الرجال أكثر من النساء، وعادة في الفترة العمرية بين 50 إلى 70 سنة. يعتبر الجفن أكثر الأماكن اصابة بنسبة تعادل 41%، الا أنه يمكن أن يصيب أيضاً فروة الرأس، والوجه، والإبط، ومنطقة الصدر والبطن، والرقبة، والأطراف.
عادة يشتكي المريض من كتلة وردية اللون وقد تكون متقرحة، وعادة يكون نموها بطيء وغير مؤلمة.
مآل الكتلة عادة يكون جيد إذا تمت ازالتها جراحياً، الا أنه يكون هنالك احتمال لعودة الكتلة.

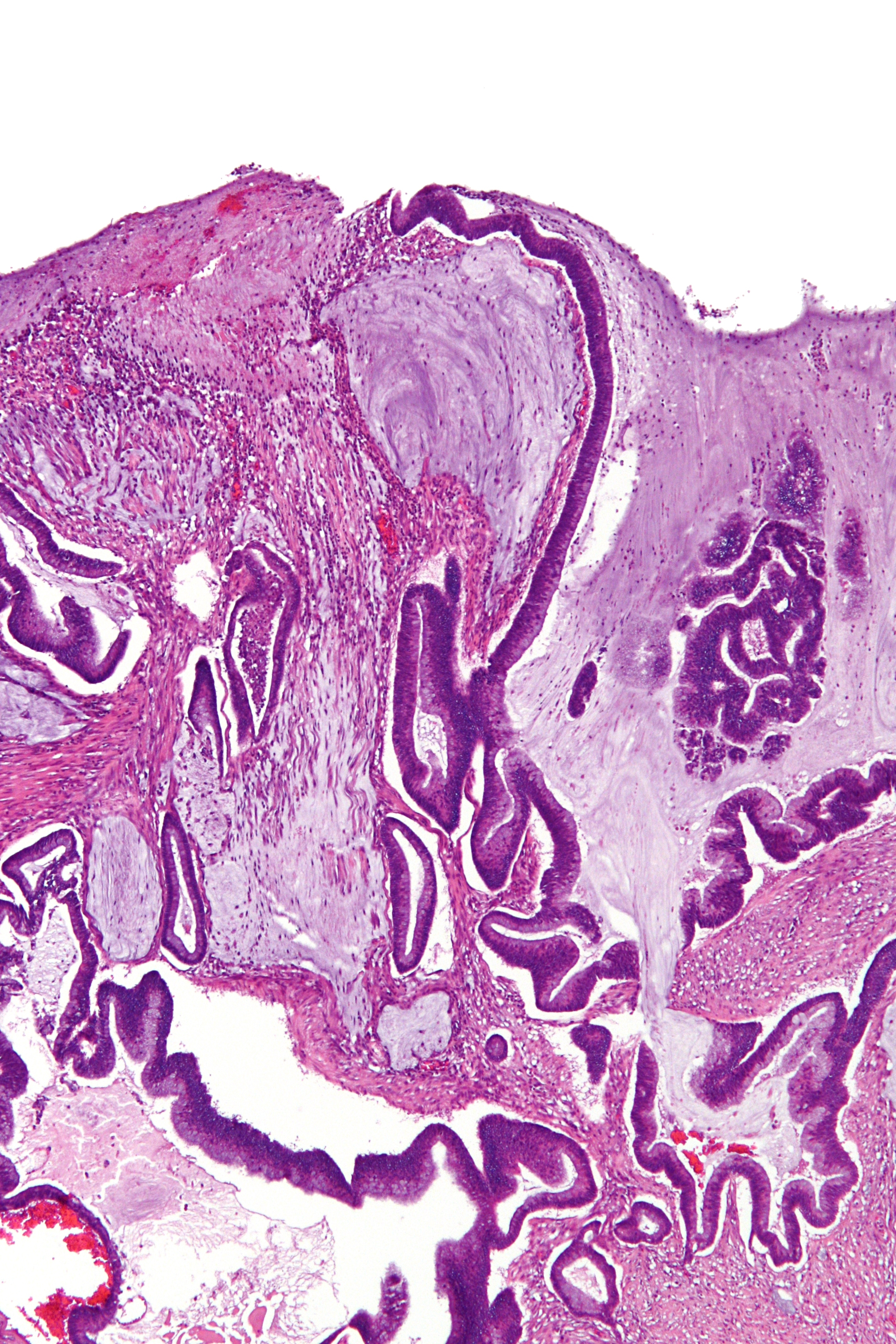
صورة مجهرية للسرطانة المخاطية

- الورم الغدد العرقية المُفرِزة الحليمي الشكل
- الورم الغدي العَرَقِيّ الحليمي الشكل
- الورم الغُدِّيٌّ الليفي العَرَقِيّ
- وَرَمٌ غُدِّيٌّ عَرَقِيّ

كتل حميدية تصيب عادة النساء ويصيب الغدد العرقية المفرزة. بالعادة تصيب المنطقة المجاورة للعين، الا أنها ممكن أن تصيب فروة الرأس، والجبهة، والرقبة، والبطن، والأطراف.

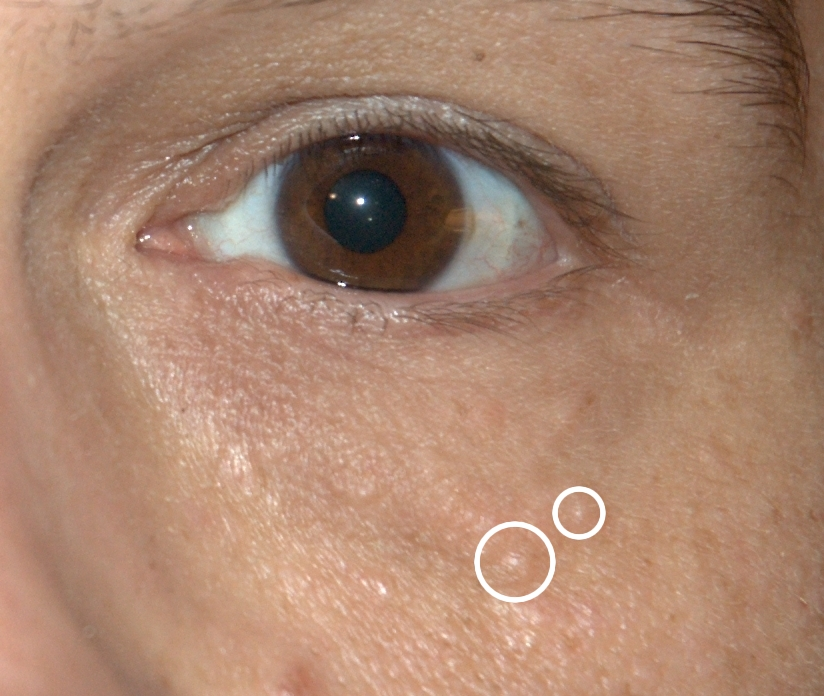
ورم غدي عرقي في المنطقة المجاورة للعين

الأورام الغدية الشحمية هي أورام شحمية مرتبطة بالغدد العرقية المُفرِزة . 

### كعلامات في أمراض أخرى
تتسبب العديد من الأمراض في حدوث خلل وظيفي في الغدد العرقية:
- تتسبب ضخامة الأطراف، نتيجة زيادة هرمون النمو، في زيادة حجم الغدد العرقية، مما يؤدي إلى زيادة سماكة الجلد. [54]
- التجاعيد المائية في الراحتين، والتي تظهر فيها حطاطات بيضاء على راحة اليد بعد التعرض للماء، يمكن أن تأتي أحيانًا مع بروتين أكوابورين خمسة aquaporin 5 غير الطبيعي في الغدد العرقية. [42]
- يمكن تشخيص التليف الكيسي عن طريق اختبار العرق، حيث يتسبب المرض في إعادة امتصاص قنوات الغدد العرقية كمية أقل من الكلوريد، مما يؤدي إلى تركيزات أعلى من الكلوريد في العرق المفرز.[55]
- يمكن أن يؤدي خلل التنسج الأديم الظاهر إلى نقص في الغدد العرقية.[56]
- يتسبب مرض فابري، الذي يتميز بزيادة الجلوبوترياوزيل سيراميد  [لغات أخرى]‏ (GL3)، في انخفاض وظيفة الغدد العرقية بسبب ترسبات GL3 في الغدد المُفرِزة .[57]
- الجرعات العقدية من النوع GM 1 ، التي تتميز بتخزين غير طبيعي للدهون، تؤدي إلى تفجي (تشكل فجوات) في خلايا الغدد العرقية المُفرِزة .[58]
- يمكن أن تشمل متلازمة هنتر Hunter حبيبات الميتاكرومين والميوسين في السيتوبلازم التابعة لخلايا الغدد العرقية المُفرِزة .[42]
- يؤدي انخفاض مستويات هرمون الغدة الدرقية في الغدة الدرقية إلى انخفاض إفرازات الغدد العرقية. والنتيجة هي بشرة جافة وخشنة. [54]
- متلازمة كيرنز ساير، مرض يصيب الميتوكوندريا، ينطوي على الميتوكوندريا غير الطبيعية في الغدد العرقية المُفرِزة .[59]
- مرض افورا هو اضطراب وراثي نادر تميزت بوجود ترسبات غير طبيعية من البولي غلوكوسان polyglucosan . تظهر «أجسام لافورا» هذه في قنوات الغدد العرقية، وكذلك في الخلايا الظهارية العضلية للغدد المفترزة.[60]
- الحَزازٌ المُخطَّط، وهو اندفاعات - محددة ذاتيا، مع حطاطات متقشرة قليلا صغيرة تشتمل على ارتشاح لمفاوي الشكل حول الغدد العرقية المُفرِزة . [42]
- يؤدي حثل المادة البيضاء المتبدل اللون، وهو مرض التخزين الليزوزومي، إلى تراكم الأصباغ الدهنية والأجسام الليزوزومية المتبقية في الخلايا الظهارية للغدد العرقية.[61]
- يسبب داء الليفوفوسينيس العصبي السيرويد رواسب غير طبيعية من التصبغ الشحمي في الخلايا الظهارية للغدة العرقية (من بين أماكن أخرى).[62]
- يشمل مرض تخزين الدهون المحايد ترسبات شحمية غير طبيعية في الخلايا ، بما في ذلك تلك الموجودة في الغدة العرقية. [42]
- يشتمل مرض نيمان بيك Niemann-Pick من النوع C ، وهو مرض آخر لتخزين الدهون ، على تخزين غير طبيعي للدهون في الغدد العرقية.[63]
- يسبب مرض شندلر فجوات حشوية تبدو فارغة أو تحتوي على مادة خيطية لتظهر في خلايا الغدد العرقية المُفرِزة .[64]
- يمكن أن يؤدي الاعتلال العصبي المحيطي بالألياف الصغيرة إلى تلف الأعصاب التي تتحكم في الغدد العرقية. يمكن لاختبار كثافة الألياف العصبية للغدة العرقية تشخيص هذه الحالة.[65]

## صالة عرض
|  |

## روابط خارجية
- أنسجة الغدد العرقية
- Martini/Timmons/Tallitsch, C. (2006). Human Anatomy. Pearson/Benjamin Cummings.
- http://www.ncbi.nlm.nih.gov/pubmed/5428889